# Tinea manus

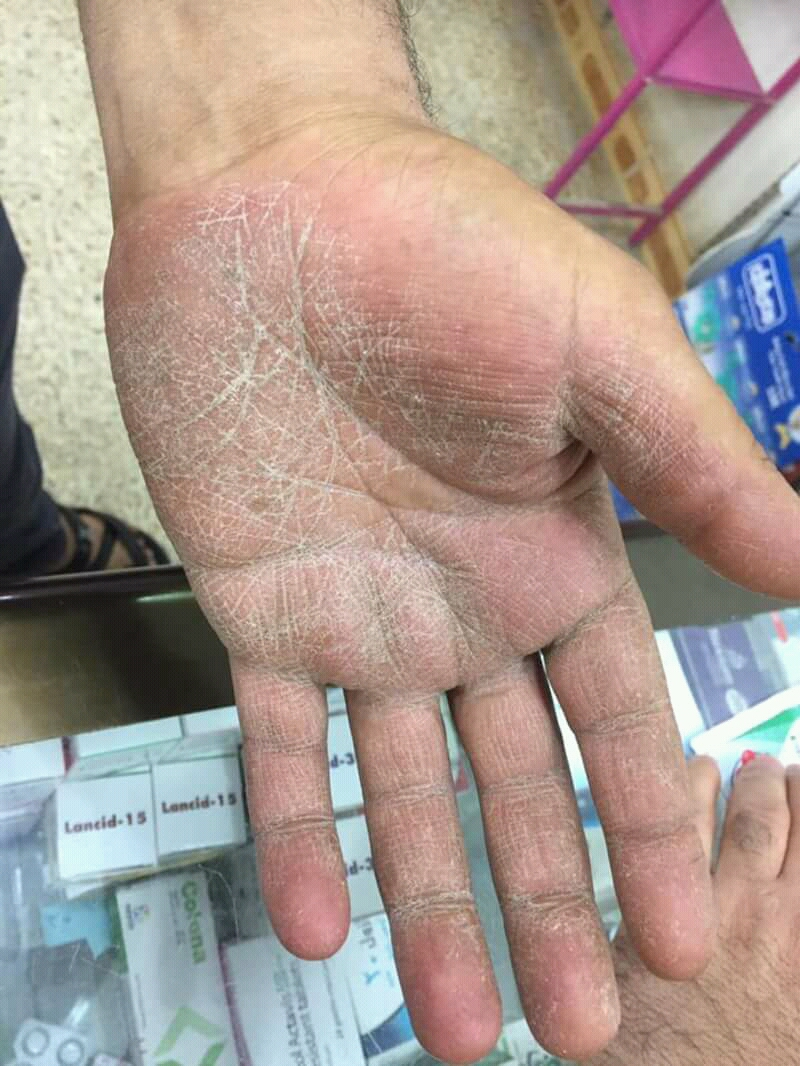

Als Tinea manus (lat., „Tinea der Hand“, oder Tinea manuum „Tinea der Hände“) bezeichnet man eine Dermatophytose der Hände. Erreger sind vor allem Trichophyton rubrum, Trichophyton interdigitale, seltener auch Epidermophyton floccosum. Oft besteht gleichzeitig ein Fußpilz, der als Infektionsquelle fungiert, und ein Nagelpilz.
Die Tinea manus tritt meist einseitig auf. Man unterscheidet eine dyshidrosiforme Tinea manus mit juckenden Bläschen und Pusteln an den Handtellern und Fingerkuppen sowie die hyperkeratotisch rhagadiforme Tinea manus mit geröteten, schuppigen Veränderungen und Rhagaden der Handflächenseite und Fingerkuppen. Die Behandlung erfolgt durch Antimykotika.
Abzugrenzen sind Candida-albicans-Infektionen (intertriginöse Kandidose), die vor allem zwischen den Fingern auftreten und sich durch tiefere Hautdefekte manifestieren sowie Psoriasis und andere Ekzeme.